# 切爾沃納佐里亞 (佐洛喬夫區)
50°24′24″N 36°7′49″E / 50.40667°N 36.13028°E
切爾沃納-佐里亞（烏克蘭語：Червона Зоря）是位於烏克蘭東部的村莊，由哈爾科夫州博霍杜希夫區的佐洛奇夫市鎮負責管轄。該村始建於1923年，面積0.35平方公里，海拔高度158米，2001年人口18，人口密度每平方公里51.1人。